# Brayan Ramírez
Brayan Fabricio Ramírez Euceda (Tegucigalpa, 16 giugno 1994) è un calciatore honduregno, difensore del Juticalpa.

## Carriera

### Club
Ha giocato nella massima serie del campionato honduregno con il Juticalpa.

### Nazionale
Ha preso parte inoltre ai Giochi olimpici del 2016 in Brasile, disputandovi 2 incontri fino al raggiungimento della semifinale persa per 6-0 contro il Brasile e conseguente finale per il terzo posto persa per 3-2 contro la Nigeria.